# Reacție Pinner
Reacția Pinner este o reacție organică dintre un nitril și un alcool și duce la formarea unei săruri de imino-ester, câteodată denumită sare Pinner.
Reacția a fost denumită după Adolf Pinner, cel care a descoperit-o în anul 1877.

Reacția Pinner

## Sărurile Pinner

Reacțiile date de sărurile Pinner

Sărurile Pinner sunt reactive și suferă diverse reacții de adiție nucleofilă cu obținerea următorilor produși:
- cu exces de alcool formează un ortoester
- cu amoniac sau o amină formează o amidină
- cu apă formează un ester
- cu acid sulfhidric formează un tionoester[6]